# Linia specjalna
Linia specjalna − autorski, publicystyczny program telewizyjny (talk-show), przygotowywany przez Zbigniewa Proszkowskiego i Barbarę Czajkowską (która program prowadziła). Emitowany był w latach 1993–2006 w TVP2.
Początkowo nadawany był raz na miesiąc. Był ok. godzinną rozmową z politykiem, podczas której po raz pierwszy zastosowano system audiotele, tzn. podczas programu były czynne numery telefonów, pod którymi widzowie mogli wyrażać aprobatę lub dezaprobatę dla danego polityka, który na zakończenie rozmowy, po wyłączeniu systemu (widzowie przez cały czas widzieli zmieniające się wyniki: TAK/NIE) mógł zobaczyć końcowy rezultat i go skomentować. Główna rozmowa w studio z dziennikarką przerywana była rozmową (w czasie programu były takie zaplanowane dwie), a właściwie wzajemną wymianą poglądów, zaproszonego gościa z politycznym adwersarzem (w każdej rozmowie był inny), trwającą ok. 5 minut.
W 2004 roku zmieniono częstotliwość ukazywania się programu na tygodniową (był nadawany w soboty po południu), za to skrócono jego czas na nieco ponad pół godziny. W 2005 roku zmieniono formułę programu (był nadawany w niedzielę po 22:00) na rozmowę z dwoma politykami, często z przeciwstawnych opcji politycznych, bez audiotele. W ramówce obowiązującej od początku kolejnego sezonu, w związku ze zmianą profilu stacji na kulturalno-rozrywkowy, nadawanie programu zostało zaprzestane, a Barbarę Czajkowską zwolniono.